# (7805) Moons
(7805) Moons – planetoida z pasa głównego asteroid okrążająca Słońce w ciągu 3,43 lat w średniej odległości 2,27 j.a. Została odkryta 17 października 1960 roku przez Cornelisa van Houtena oraz Ingrid van Houten-Groeneveld. Przed nadaniem nazwy planetoida nosiła oznaczenie tymczasowe (7805) 7610 P-L.